# Valdov (Nová Paka)
Valdov je část obce Nová Paka v okrese Jičín. Nachází se cca 3 km jihovýchodně od Nové Paky, v katastrálním území Valdov o výměře 3,66 km2. Je zde evidováno 73 adres. Vsí protéká potok Heřmánek.

## Historie
Jméno vesnice je ryze české, protože vesnice vznikla mnohem dříve, než bylo okolí poněmčeno. V dávných dobách byla osada obklopena hustými a tmavými lesy. První zmínky jsou již z roku 1416, kdy majetník Vlaštěk Dražný měl ve Valdově mlýn a po něm jeho příbuzní drželi tento majetek i s jiným věnem. V té době toto místo patřilo částečně k Nové Vsi a částečně k Chotči. Ve třicetileté válce zanikla chotečská fara a vesnice se připojila k novopacké faře. Od roku 1787 patří opět vesnice k Chotči. V té době nebyl ve vesnici hřbitov a zemřelí vesničané se pohřbívali na hřbitově v Chotči. Do dnešních dnů se jedna lesní cesta vedoucí do Chotče nazývá Umrlčí, protože tudy doprovázeli vesničané nebožtíky na poslední cestě. K obci patří části Na drahách, Běháč, Pakalov, Peklo, V liští a Obicka. Celková rozloha pozemků náležejících k Valdovu je 366 ha. Roku 1900 zde žilo 470 obyvatel, roku 1921 již jen 360 obyvatel. Největší odliv obyvatel byl po válce, kdy lidé odcházeli do opuštěných domů bývalých sudetských Němců. Dnes tu trvale žije cca 115 lidí.

### Elektrický proud
Do Valdova byl zaveden elektrický proud roku 1928. Elektřina byla zavedena z Hradecké elektrárny. Většina domů ve vesnici využila této výhody svícení. Jen několik starých lidí odmítlo elektřinou svítit.

### Silnice
Nejdříve byla postavena z kamenů silnice z Hřídelce do Valdova, později byla prodloužena až do Nové Paky. V roce 1915 byla postavena silnice do Lánů, k Pusté Proseči se začala budovat v roce 1929 a k Uhlířům roku 1935.

### Hřbitov
Vlastní hřbitov si obyvatelé založili až v roce 1905. Do té doby pochovávali zemřelé v Chotči. Ironií je, že 200 metrů od hřbitova je část Valdova, která se od pradávna říká Peklo.

### Škola
Vyučování se datuje od roku 1798, ale teprve v roce 1862 si postavili dřevěnou školu se čtyřmi třídami.Věnována Matěji Valíčkovi.

### Rybníky
Jeden, dnes už malý a zanesený rybník je na konci vsi směrem na Uhlíře. Tento rybník patřil ke dvěma mlýnům, které mlely obilí pro celé okolí. Z původní velikosti tohoto rybníka se zachovala kostra hráze a u Adamců mlýnice s mlýnským kolem. Roku 1968 se začala stavět hráz nad Valdovem, směrem k Heřmanicím. Vznikl zde nový rybník jménem Richard a dneska slouží jako rybochovné zařízení.

### Zvonička a sochy
Ve středu Valdova stály dvě lípy více než 345 let. Mezi nimi je kříž, který byl postaven 26. 8. 1809 a posvěcen 22. 8. 1819. Na kříži je nápis: Lidé dobří, jen lásku k sobě mějte, jako ten, který z lásky pro Vás přehořkou smrt podstoupil. Ve směru na Lázně Bělohrad stojí socha Panny Marie, směrem na Pustou Proseč stávala socha sv. Václava, kterou někdo zničil a dnes je tam jen podstavec. V roce 2006 na svátek sv. Václava byla opět socha dána na své místo díky sbírce místních lidí. Stávala tu také socha Jana Nepomuckého, ale ani ta se nedochovala.

## Sbor dobrovolných hasičů
Na přelomu 19. a 20. století se v Čechách zakládaly sbory dobrovolných hasičů. Také i hospodáři, chalupníci a domkaři ve Valdově u Nové Paky se koncem roku 1902 dohodli o založení SDH v obci v počtu 28 členů.
Během roku 1903 po získání ruční stříkačky zajišťovali oblečení pro členy, nákup hadic, žebříků, trhacích háků a dalšího hasičského nářadí. Vše se nakupovalo postupně ze sbírek mezi občany, výtěžků z plesů a dalších zábav. Činnost se rozvíjela konáním pravidelných cvičení a účastí při požárech ve Valdově i v sousedních obcích. Jezdilo se na župní hasičské sjezdy na vozech tažených párem koní. Pravidelnou činnost narušovala 1. světová válka. Po válce, po vzniku samostatné Československé republiky se činnost sboru postupně obnovila. V roce 1930 se konal ve Valdově župní sjezd za velké účasti hasičů z bratrských sborů z celé novopacké župy, bylo jich zde 876. Čistý výtěžek z této celoobecní slavnosti činil 5 547 Kč.Tento příjem byl podmětem k tomu, že se v roce 1931 zakoupila motorová stříkačka u firmy Stratílek ve Vysokém Mýtě za částku 33 400 Kč a byly přikoupeny tři savice za 2 422 Kč. Peníze byli uhrazeny částečně z pokladny sboru, dobrovolných sbírek mezi občany, příspěvkem obecního zastupitelstva částkou 5 000 Kč, příspěvkem České hasičské jednoty výpůjčkou 8 000 Kč u místní kampeličky. Členové se s novou stříkačkou postupně seznamovali a v roce 1932 uskutečnili v obci její slavnostní předání do trvalého užívání. Tato slavnost přinesla zisk a 1 000 Kč bylo dáno na splátku dluhu. V tomto roce čítal sbor 40 členů činných, 23 přispívajících a 13 děvčat v ženském sboru.
V dalších letech vykazoval sbor stále dobrou činnost, a to až do roku 1940, kdy příkazem protektorátních úřadů byla činnost hasičstva zrušena. Sbor mohl svoji pravidelnou činnost obnovit až v říjnu 1945.
V roce 1952 nedošlo k oslavám 50 let trvání sboru, neboť v tomto roce se začala stavět nová hasičská zbrojnice.
V roce 1997 byla ve Valdově zrušena místní obecní knihovna, nacházející se v budově hasičské zbrojnice. Proto v následujícím roce byla tato místnost ve zbrojnici za finančního příspěvku Městského úřadu v Nové Pace upravena na schůzovou a společenskou klubovnu místního SDH, aby se měli hasiči kde scházet.
V roce 2002 si hasiči připomněli sto let od založení místního sboru. Proto byla uspořádána okrsková soutěž.

## Místní neštěstí
- Železniční neštěstí: Při cestě vlakem z Lázní Bělohrad k Nové Pace se železniční trať dvakrát ve velkém oblouku přibližuje téměř k Valdovu. 4. června 1906 parní lokomotiva s 12 vozy vykolejila. Čtyři cestující byli těžce zraněni, zemřel jeden člověk, který byl zaměstnanec drah. Sedm vozů bylo osobních a ve zbývajících vagonech se převáželo 6 000 Korun ve zlatě. Při tomto neštěstí se 2 000 Korun ztratilo a nikdy se je nepodařilo najít. Valdovští lidé ten den viděli poprvé automobil, protože přijel pro šlechtickou rodinu, která byla v havarovaném vlaku.
- Zkáza lesů: Na přelomu roku 1923 až 1924 napadla jehličnaté lesy housenka mniška. Zničila většinu stromů, ze dne na den stromy umřely. Byla to velká pohroma pro hospodáře vlastnící lesy. Housenek bylo takové množství, že i vlak se smekal po kolejích.
- Povodeň: V úterý 26. května 1936 přišla průtrž a během chvíle bylo na silnici 80 cm vody. Vodní živel napáchal mnoho škod na budovách, utrhl se most, odplavalo mnoho dřeva a tkalcovský stav.
- Slintavka a kulhavka: Další neštěstí pro hospodáře, dobytek v červenci 1938 onemocněl. Cesty mezi okolními vesnicemi byly posypány vápnem a neměl se žádný dobytek převádět. Nějaké ztráty sedláci utrpěli, ale většina dobytka přežila.
- Požáry ve vesnici: V roce 1867 přišla velká bouřka a od blesku byly zapáleny domy s čísly 25, 26, 27, 28, 29, 30 a 66. Všechny domy ve středu návsi lehly popelem, protože nebyla na hašení požárů žádná technika. Ve vesnici byly požáry docela časté, např. dům s číslem 8 vyhořel třikrát za sebou, dům číslo 42 vyhořel od pálení čarodějnic.